# Šiling
 Ovo je glavno značenje pojma Šiling. Za bivšu novčanu jedinicu Austrije pogledajte Austrijski šiling.
Šiling (engl. shilling, njem. schilling) je novčana jedinica.
Korištena je u Austriji do zamjene eurom.

Također, prije decimalizacije britanske funte, funta sterlinga se dijelila na 20 šilinga, a jedan šiling na 12 penija.

Danas je šiling valuta u nekoliko afričkih država.

## Valute u optjecaju
- kenijski šiling
- somalijski šiling
- somalilandski šiling
- tanzanijski šiling
- ugandski šiling

## Povijesne valute
- austrijski šiling
- istočnoafrički šiling